# Bachtevo
Bachtevo es un pueblo ubicado en el municipio de Kriva Palanka, en Macedonia del Norte.

## Superficie
Posee una superficie de 7,663 kilómetros cuadrados.

## Demografía
Hasta 2021 la población era de 3 habitantes, con una densidad de población de 0,3915 habitantes por kilómetro cuadrado.